# Enshi Airport
Enshi Airport är en flygplats i Kina. Den ligger i provinsen Hubei, i den centrala delen av landet, omkring 460 kilometer väster om provinshuvudstaden Wuhan. Enshi Airport ligger 488 meter över havet.
Runt Enshi Airport är det ganska tätbefolkat, med 124 invånare per kvadratkilometer. Närmaste större samhälle är Enshi, 2,3 km söder om Enshi Airport. I omgivningarna runt Enshi Airport växer huvudsakligen savannskog.
Genomsnittlig årsnederbörd är 1 593 millimeter. Den regnigaste månaden är september, med i genomsnitt 282 mm nederbörd, och den torraste är december, med 19 mm nederbörd.